# Franz Stangl
Franz Stangl, född 26 mars 1908 i Altmünster, död 28 juni 1971 i Düsseldorf, var en österrikisk SS-Hauptsturmführer. Han var kommendant för förintelselägren Sobibór (1942) och Treblinka (1942–1943).

## Biografi
Efter att ha arbetat inom det österrikiska polisväsendet blev Stangl efter Anschluss, Tysklands annektering av Österrike i mars 1938, utnämnd till inspektör inom Nazitysklands eutanasiprogram, Aktion T4, som syftade till mord på människor med psykiska och fysiska funktionsnedsättningar. År 1942 blev han förflyttad till Generalguvernementet, där han stod under Odilo Globocniks befäl. Stangl var inom ramen för Operation Reinhard kommendant för Sobibór från april till september 1942 och för Treblinka från september 1942 till augusti 1943.
Operation Reinhard avslutades i november 1943 och då kommenderades personalen, däribland Stangl, Globocnik, Christian Wirth och Kurt Franz till Operationszone Adriatisches Küstenland i norra Italien. Under kodnamnet Sonderabteilung Einsatz R grep och deporterade man italienska judar samt bekämpade partisaner. Han tog även aktiv del i deportationen av judar från Trieste och Udine. På grund av sjukdom återvände han till Wien i början av 1945.
Vid andra världskrigets slut dolde Stangl sin rätta identitet och kunde några år senare, med hjälp från bland annat Vatikanen, fly till Syrien, innan han 1951 flydde vidare till Brasilien där familjen väntat på honom.
År 1967 lyckades Simon Wiesenthal och hans medhjälpare spåra upp Stangl i Brasilien. Stangl utlämnades till Västtyskland och ställdes inför rätta för folkmord på drygt 900 000 människor. Rättegången mot Stangl hölls i Düsseldorf och inleddes den 13 maj 1970. Den 22 december samma år dömde domstolen honom till livstids fängelse för medhjälp till mord på minst 400 000 personer.

## Serenys intervjuer
Journalisten och författaren Gitta Sereny företog mellan april och juni 1971 en serie intervjuer med Franz Stangl, då han satt internerad i Düsseldorf. Hon hade föresatt sig att få svar på en särskild fråga: Hur kunde mänskliga varelser bli till redskap för nazismens gränslösa ondska? Sereny frågade hur Stangl med rent samvete kunde ta aktiv del i nazismens brott mot mänskligheten:
| ” | På polisskolan lärde de oss [...] att ett brott var ett brott bara om det uppfyllde fyra krav: det måste finnas ett subjekt, ett objekt, en gärning och ett uppsåt. Om något av dessa element saknas så talar vi definitionsmässigt inte om en straffbar lagöverträdelse. | „ |

Som följdfråga undrade Sereny hur Stangl kunde applicera denna definition på sin delaktighet i förintelsemaskineriet i Sobibór och Treblinka:
| ” | Jag kunde bara klara min uppgift genom att dela upp mitt sätt att tänka och resonera i olika fack. På så sätt kunde jag applicera definitionen på min egen situation. Om 'subjektet' var regeringen, 'objektet' judarna och 'gärningen' gasningen, så kunde jag intala mig själv att det fjärde elementet, 'uppsåtet', saknades, åtminstone vad mig anbelangade. | „ |

Franz Stangl var sedan 1935 gift med Theresa Eidenböck (född 1907). Paret fick barnen Brigitte (född 1936), Renate (född 1937) och Isolde (född 1944). Stangl avled av en hjärtsvikt i Düsseldorfs fängelse i juni 1971, endast 17 timmar efter sista intervjuns avslut. Han kom därmed att avtjäna endast ett halvår av sitt livstidsstraff.